# Earnie Stewart
Earnie Stewart (ur. 28 marca 1969 w Veghel) – amerykański piłkarz występujący na pozycji pomocnika. W 2001 roku został wybrany najlepszym sportowcem w kraju.

## Kariera klubowa
Earnie Stewart zawodową karierę rozpoczynał w 1988 roku w VVV Venlo grającym w drugiej lidze holenderskiej. W pierwszym sezonie występów na De Koel rozegrał 27 spotkań, a w kolejnych rozgrywkach w 35 meczach zdobył dwanaście goli i należał do czołówki ligowych strzelców. Dobra forma zaowocowała transferem do występującego w Eredivisie Willem II Tilburg latem 1990 roku. Barwy "Armii Króla" Stewart reprezentował przez sześć sezonów, w trakcie których zagrał w 170 ligowych pojedynkach i 49 razy wpisał się na listę strzelców.
Kolejnym klubem w karierze Stewarta był NAC Breda. W swoim pierwszym sezonie w barwach Bredy Amerykanin uzyskał dziewięć goli i razem z Grahamem Arnoldem był najskuteczniejszych strzelcem drużyny. Po spadku holenderskiego zespołu do drugiej ligi Stewart zdecydował się pozostać Rat Verlegh Stadion i w Eerste Divisie zdobył osiem bramek. NAC zajął pierwsze miejsce w ligowej tabeli i powrócił do najwyższej klasy rozgrywek w kraju. Earnie jeszcze dwa razy z rzędu okazywał się najskuteczniejszym snajperem w klubie – w sezonach 2000/2001 i 2001/2002.
Łącznie dla Bredy wychowanek Venlo rozegrał 199 meczów, po czym w styczniu 2003 roku przeniósł się do amerykańskiego D.C. United. Wygrał z nim krajowy puchar, jednak nie spełnił pokładanych w nim nadziei i w 2004 roku powrócił do Holandii. Tam podpisał kontrakt z VVV Venlo. W sześciu spotkaniach zdobył jedną bramkę, po czym zdecydował się zakończyć karierę.

## Kariera reprezentacyjna
W reprezentacji Stanów Zjednoczonych Stewart zadebiutował w 1990 roku w spotkaniu przeciwko Portugalii. Następnie Velibor Milutinović powołał go do kadry na Mistrzostwa Świata 1994. Amerykanie na turnieju tym dotarli do 1/8 finału, w którym przegrali 1:0 z późniejszymi triumfatorami mundialu – Brazylijczykami. Na imprezie tej Earnie zagrał we wszystkich czterech meczach, a w pojedynku z Kolumbią zdobył jedną z bramek.
W 1998 roku Stewart także znalazł się w kadrze USA na mistrzostwa świata. Drużyna prowadzona przez Steve'a Sampsona zajęła jednak ostatnie miejsce w swojej grupie i pożegnała się z turniejem. Earnie ponownie pojawił się na boisku w każdym ze spotkań. Ostatnią wielką imprezą w karierze Amerykanina były Mistrzostwa Świata 2002. Na boiskach Korei Południowej i Japonii reprezentacja USA niespodziewanie dotarła do ćwierćfinału, gdzie lepsi od nich okazali się jednak Niemcy. W pierwszym meczu grupowym z Portugalią Stewart był kapitanem swojego zespołu, jednak w dalszej części turnieju pełnił już rolę rezerwowego, a opaskę kapitańską przejął Claudio Reyna.
W czerwcu 2004 roku, w meczu z Grenadą w ramach eliminacji do Mistrzostw Świata 2006, zawodnik rozegrał swój setny mecz dla reprezentacji. Łącznie dla drużyny narodowej Stewart rozegrał 101 spotkań, w których zdobył 17 bramek.